# Chūlāb
Chūlāb (persiska: چولاب) är en ort i Iran.   Den ligger i provinsen Gilan, i den norra delen av landet, 220 km nordväst om huvudstaden Teheran. Antalet invånare är 993.
Terrängen runt Chūlāb är mycket platt. Runt Chūlāb är det ganska tätbefolkat, med 230 invånare per kvadratkilometer. Närmaste större samhälle är Āstāneh-ye Ashrafīyeh, 5,6 km öster om Chūlāb. Trakten runt Chūlāb består till största delen av jordbruksmark.